# جامع الكبير (باب مرزوقة)
جامع الكبير هي إحدى مشيخات المملكة المغربية، تتبع جغرافيا لإقليم تازة وإداريًا لباب مرزوقة. يقدر عدد سكانها بـ 2414 نسمة حسب الإحصاء الرسمي للسكان والسكنى لسنة 2004.